# Абзановська сільська рада (Архангельський район)
Абза́новська сільська рада (рос. Абзановский сельский совет) — муніципальне утворення у складі Архангельського району Башкортостану, Росія. Адміністративний центр — село Абзаново.

## Населення
Населення — 989 осіб (2019, 1038 в 2010, 1128 в 2002).

## Склад
До складу поселення входять такі населені пункти:
| Населений пункт          | Населення, осіб (2002) | Населення, осіб (2010) |
| ------------------------ | ---------------------- | ---------------------- |
| Абзаново, село           | 899                    | 836                    |
| Верхні Ірникші, присілок | 102                    | 75                     |
| Кизилярово, присілок     | 127                    | 127                    |